# Bill Hammack

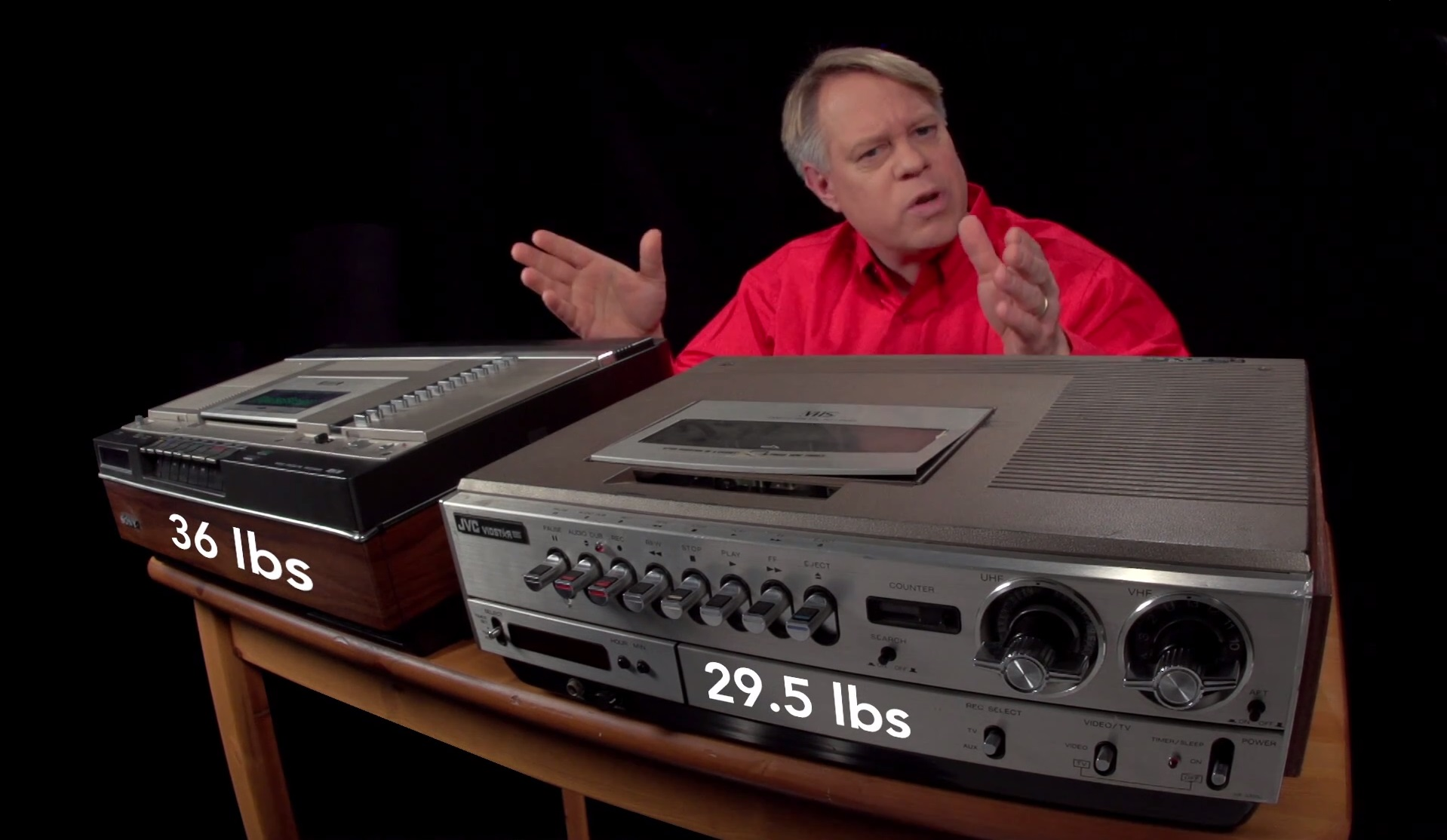
Bill Hammack explica la diferencia entre las grabadoras Betamax y VHS

William (Bill) S. Hammack (nacido en 1961) es un ingeniero químico estadounidense y profesor en el departamento de ingeniería química de la Universidad de Illinois en Urbana-Champaign. Hammack obtuvo su licenciatura en ingeniería química en 1984 en la Universidad Tecnológica de Michigan.
Hammack es bien conocido por sus aventuras en la comunicación científica como el personaje Engineer Guy: entre 1999 y 2005 ha colaborado en la radio como tertuliano para Illinois Public Media y, a partir de 2010, produjo una serie regular de videos en YouTube que explican la ingeniería de objetos cotidianos. También es uno de los autores del libro Eight Amazing Engineering Stories.

## Libros
- How Engineers Create the World: The Public Radio Commentaries of Bill Hammack (2011). ISBN 978-0-983-96610-4
- Eight Amazing Engineering Stories (2012). ISBN 978-0-9839661-5-9
- Albert Michelson's Harmonic Analyzer (2014). ISBN 978-0-9839661-6-6
- Michael Faraday's Chemical History of a Candle (2016). ISBN 978-0-9838661-8-0
- Fatal Flight The True Story of Britain's Last Great Airship (2016). ISBN 978-1-945441-01-1
- The Things We Make: The Unknown History of Invention from Cathedrals to Soda Cans (2023). ISBN 978-1728215754

## Premios y reconocimientos
En 2002, Hammack recibió la medalla Edwin F. Church. En 2019 recibió el Premio Carl Sagan a la Apreciación Pública de la Ciencia.
En 2022, Hammack fue elegido miembro de la Academia Nacional de Ingeniería.